# Кубок обладателей кубков ЕКВ среди женщин 1976/1977
5-й розыгрыш Кубка обладателей кубков ЕКВ среди женщин проходил с 4 декабря 1976 по 19 февраля 1977 года с участием 13 клубных команд из 11 стран-членов Европейской конфедерации волейбола. Победителем стала советская команда «Искра» (Ворошиловград).

## Команды-участницы
| Страна       | Команда                            |
| ------------ | ---------------------------------- |
| Австрия      | «Блау-Гельб» (Вена)                |
| Австрия      | «Рапид» (Вена)                     |
| Бельгия      | «Антверп» (Антверпен)              |
| Бельгия      | ЦСКА «Септемврийско Знаме» (София) |
| Венгрия      | «Вашаш-Иззо» (Будапешт)            |
| Венгрия      | «Уйпешти Дожа» (Будапешт)          |
| ГДР          | «Динамо» (Берлин)                  |
| Нидерланды   | «Чикопи» (Катвейк)                 |
| Польша       | «Висла» (Краков)                   |
| СССР         | «Искра» (Ворошиловград)            |
| Франция      | «АСПТТ Монпелье» (Монпелье)        |
| Чехословакия | КПС (Брно)                         |
| Югославия    | «Риека» (Риека)                    |

## Система проведения розыгрыша
В турнире принимают участие 13 команд из 11 стран-членов ЕКВ (представители национальных чемпионатов или Кубков своих стран; Австрии и Венгрии предоставлено по одному дополнительному месту в розыгрыше). Турнир состоит из двух раундов плей-офф и финального этапа. В раундах плей-офф команды делятся на пары и проводят между собой по два матча с разъездами. Победителем пары выходит команда, одержавшая две победы. В случае равенства побед победителем становится команда, имеющая лучшее соотношение партий по сумме обоих матчей. В случае равенства и этого показателя в дальнейшую стадию плей-офф выходит команда, имеющая лучшее соотношение игровых очков (мячей) по сумме матчей.
8 команд-участниц четвертьфинала плей-офф определяют четырёх участников финального этапа.
Финальный этап состоит из однокругового турнира, по результатам которого определяется итоговая расстановка мест.

## 1/8 финала
декабрь 1976
 «Блау-Гельб» (Вена) —  «Искра» (Ворошиловград)
12 декабря. 0:3 (3:15, 3:15, 6:15).
.. декабря. 0:3.
 «Чикопи» (Катвейк) —  «Висла» (Краков)
11 декабря. 1:3 (15:12, 13:15, 13:15, 10:15).
18 декабря. 2:3 (7:15, 4:15, 15:11, 16:14, 11:15).
 «Динамо» (Берлин) —  «АСПТТ Монпелье» (Монпелье)
12 декабря. 3:0 (15:5, 15:3, 15:0).
19 декабря. 3:0 (15:5, 15:7, 15:1).
 «Уйпешти Дожа» (Будапешт) —  КПС (Брно)
11 декабря. 3:0 (15:12, 15:6, 15:13).
15 декабря. 0:3 (14:16, 8:15, 12:15). Соотношение игровых очков по сумме двух матчей — 79:77.
 ЦСКА «Септемврийско Знаме» (София) —  «Вашаш-Иззо» (Будапешт)
4 декабря. 3:1 (16:14, 17:19, 15:8, 15:6).
.. декабря. ?:?
От участия в 1/8 финала освобождены:
 «Рапид» (Вена)

 «Антверп» (Антверпен)

 «Риека»

## Четвертьфинал
январь 1977
 «Висла» (Краков) —  «Искра» (Ворошиловград)
8 января. 0:3 (5:15, 4:15, 9:15).
18 января. 1:3.
 «Антверп» (Антверпен) —  «Динамо» (Берлин)
.. января. 0:3 (3:15, 3:15, 9:15).
16 января. 0:3 (9:15, 2:15, -:15).
 «Уйпешти Дожа» (Будапешт) —  «Риека»
10 января. 3:0 (15:9, 15:3, 15:9).
.. января. 3:1.
 ЦСКА «Септемврийско Знаме» (София) —  «Рапид» (Вена)
10 января. 3:0 (15:7, 15:12, 15:9).
17 января. 3:1 (15:17, 15:7, 15:5, 15:12).

## Финал четырёх
17—19 февраля 1977.  Руселаре.
Участники:
 ЦСКА «Септемврийско Знаме» (София)

 «Уйпешти Дожа» (Будапешт)

 «Динамо» (Берлин)

 «Искра» (Ворошиловград)

### Результаты
| М | Команда                            | 1   | 2   | 3   | 4   | И | В | П | С/П | О |
| - | ---------------------------------- | --- | --- | --- | --- | - | - | - | --- | - |
| 1 | «Искра» (Ворошиловград)            |     | 3:1 | 3:1 | 3:0 | 3 | 3 | 0 | 9:2 | 6 |
| 2 | «Динамо» (Берлин)                  | 1:3 |     | 3:2 | 3:1 | 3 | 2 | 1 | 7:6 | 5 |
| 3 | «Уйпешти Дожа» (Будапешт)          | 1:3 | 2:3 |     | 3:2 | 3 | 1 | 2 | 6:8 | 4 |
| 4 | ЦСКА «Септемврийско Знаме» (София) | 0:3 | 1:3 | 2:3 |     | 3 | 0 | 3 | 3:9 | 3 |

|         |                                         |     |         |        |        |        |        |
|         |                                         |     |         |        |        |        |        |
| 17.02.  | Искра — ЦСКА Септемврийско Знаме        | 3:0 | (15:9,  | 15:12, | 15:5)  |        |        |
| 17.02.  | Динамо — Уйпешти Дожа                   | 3:2 |         |        |        |        |        |
| 18.02.  | Динамо — ЦСКА Септемврийско Знаме       | 3:1 | (17:15, | 13:15, | 15:8,  | 15:7)  |        |
| 18.02.  | Искра — Уйпешти Дожа                    | 3:1 |         |        |        |        |        |
| 195.02. | Уйпешти Дожа — ЦСКА Септемврийско Знаме | 3:2 | (10:15, | 15:5,  | 15:3,  | 10:15, | 15:12) |
| 19.02.  | Искра — Динамо                          | 3:1 | (15:7,  | 15:12, | 11:15, | 15:6)  |        |

### Итоги

#### Положение команд
| «Искра» (Ворошиловград)               |
| «Динамо» (Берлин)                     |
| «Уйпешти Дожа» (Будапешт)             |
| 4. ЦСКА «Септемврийско Знаме» (София) |